# Шестаков, Денис Сергеевич
Дени́с Серге́евич Шестако́в (род. 6 мая 1993, Екатеринбург, Свердловская область) — российский сидячий волейболист, игрок екатеринбургского клуба «Родник» и российской национальной сборной, доигровщик. Серебряный призёр летних Паралимпийских игр 2020 года в Токио, двукратный чемпион Европы, призёр Кубка Мира среди спортсменов с поражением опорно-двигательного аппарата, заслуженный мастер спорта России.

## Биография
Родился 6 мая 1993 года в Екатеринбурге.
Ещё в дошкольном возрасте ему был поставлен диагноз миопатия и присвоена группа инвалидности. Несмотря на это, с детства активно увлекался игровыми видами спорта.
В 2009 году узнал о существовании волейбола для лиц с поражением опорно-двигательного аппарата и присоединился к местной команде по волейболу сидя «Родник». Играл на позиции доигровщика, проходил подготовку под руководством заслуженного тренера Виктора Семёновича Дьякова и тренера Сергея Ивановича Якунина. В этом же году отправился на молодёжный чемпионат Мира, который проходил в городе Мешхед, Иран, где получил серебряную медаль. В 2010 году с командой «Родник» стал чемпионом России.
С 2012 года, в составе сборной Денис принимал участие в крупнейших международных турнирах. В 2012 году завоёвывает серебряную медаль на кубке Мира, а в 2013 и 2015 годах пополняет копилку серебряной и бронзовой наградой с чемпионатов Европы. В составе сборной России Шестаков мог стать участником Паралимпийских игр 2016 года в Рио-де-Жанейро, однако из-за допингового скандала вся российская паралимпийская сборная была отстранена от участия в соревнованиях.
В 2017 году вошёл в основной состав команды, и помог впервые заслужить титул чемпионов Европы по волейболу сидя. Благодаря успешному выступлению на следующем чемпионате Европы в Венгрии, удостоился права защищать честь страны на летних Паралимпийских играх 2020 года в Токио — российская команда с первого места вышла из группы А, не уступив ни одной партии, а на стадии полуфиналов со счётом 3:1 одержала победу над сборной Бразилии. В финале россияне встретились со сборной Ирана и уступили со счётом 1:3 тем самым завоевав серебряные паралимпийские медали. За это выдающееся достижение в 2021 году Денис Шестаков награждён медалью ордена «За заслуги перед Отечеством» I степени, удостоен почётного звания «Заслуженный мастер спорта России».
Окончил Екатеринбургское Училище олимпийского резерва № 1 и Уральский федеральный университет, где обучался по специальности «международные отношения». В настоящее время является спортсменом-инструктором в ФГБУ ЦСП Сборных команд России.